# Svartstrupig honungsvisare
Svartstrupig honungsvisare (Indicator indicator) är en fågel i familjen honungsvisare inom ordningen hackspettartade fåglar.

## Utbredning och systematik
Fågeln förekommer utbrett i Afrika söder om Sahara. Den behandlas som monotypisk, det vill säga att den inte delas in i några underarter.

## Status
IUCN kategoriserar arten som livskraftig.